# Air Faisal
Air Faisal war eine britische Frachtfluggesellschaft, die in der zweiten Hälfte der 1970er-Jahre Langstreckenflugzeuge des Typs Bristol Britannia einsetzte.

## Geschichte
Air Faisal wurde 1975 von zwei indischen Geschäftsleuten in England gegründet. Geplant war ursprünglich die Aufnahme von Frachtcharterflügen zwischen Birmingham und dem Persischen Golf mit zunächst einer einzigen Bristol Britannia (Luftfahrzeugkennzeichen G-BDLZ), die aus den Beständen der Royal Air Force erworben und am 17. November 1975 auf die Geschäftsleute Patel und Iqbal Raj registriert wurde.
Die Ausdehnung des Streckennetzes wurde dadurch behindert, dass die gesamte Zeit kein britisches Air Operator Certificate (AOC, Luftverkehrsbetreiberzeugnis) vorhanden war. Die Eigentümer beriefen sich lange Zeit darauf, dass man nur „im Auftrag“ der Fluggesellschaft Airworks India zwischen Bombay einerseits und Dubai sowie Schardscha andererseits Fleisch und Gemüse transportierte. Als das nicht mehr akzeptiert wurde, zahlte Air Faisal für jeden Flug eine Art Lizenzgebühr an Air India und flog unter deren Flugnummern.
Trotz der Einschränkung waren diese Flüge so nachgefragt, dass am 11. Februar 1977 eine zweite Britannia auf Mr. Patel registriert wurde (G-BEMZ), ebenfalls aus den Beständen der Royal Air Force.
Obwohl allmählich der Druck der britischen Luftfahrtbehörde CAA immer weiter stieg, bemühten sich die Eigentümer nicht sehr darum, ein solches Betreiberzeugnis zu erlangen. Erst nach mehreren Ultimaten der CAA hatte man sich zur Beschaffung der notwendigen Unterlagen bequemt, so dass im Oktober 1977 endlich das AOC erteilt werden konnte. 
Aufgrund ständig wachsender Auftragsmöglichkeiten in Afrika wurde Anfang 1978 eine dritte Britannia geleast (5Y-AYR), die früher für die kenianische African Safari Airways unterwegs gewesen war. 
Mitten im florierenden Sommergeschäft wurden am 10. August 1978 nach der Ankunft der G-BEMZ aus Larnaka (Zypern) mit einer Ladung Weintrauben auf dem Flughafen Manston rund 100 Kilogramm Cannabis gefunden, die unter dem Kabinenboden versteckt waren. Das Flugzeug wurde vom Zoll beschlagnahmt.
Als die verbliebene Britannia G-BDLZ nach der Rückkehr von einem Viehtransport nach Mailand am 2. September 1978 in Luton nicht mehr gereinigt wurde, entstand durch die Tierexkremente innerhalb weniger Wochen eine derartige Korrosion, dass die Maschine nicht mehr flugtüchtig war. Sie wurde im September 1979 in Luton verschrottet.
Am 7. September 1978 wurde der Gesellschaft für drei Monate das AOC entzogen. Der Flugbetrieb wurde nicht mehr aufgenommen, der Eigentümer Patel und seine Mittäter im Januar 1979 wegen Drogenschmuggels verurteilt.
Die andere Britannia (G-BEMZ) wurde zunächst von der britischen Redcoat Air Cargo übernommen, später von der kongolesischen Katale Aero Transport gekauft.

## Flugziele
Mit einer Zuladung von bis zu 17,5 Tonnen Fracht war die Britannia auch für Langstreckenflüge besonders geeignet. Flüge von Luton nach Doha mit einer Flugzeit von 10 Stunden und 10 Minuten waren ebenso gut möglich wie Manston – Bahrain (9:50 Stunden) oder Blantyre – Heraklion (11:10 Stunden).
Aufgrund des fehlenden AOC blieb das Streckennetz fast zwei Jahre lang auf die Verbindungen zwischen Bombay und dem Persischen Golf beschränkt. Erst nach dem Oktober 1977 konnte der freie Flugbetrieb mit Frachtcharterflügen zu beliebigen Zielen aufgenommen werden. Hierbei gab es sowohl Kurzstreckenflüge von Großbritannien aus wie solche mit Autoteilen nach Köln oder Vieh nach Mailand ebenso wie Mittelstreckenflüge mit Zielen wie Kairo, Larnaka oder Heraklion zum Transport von Obst und Gemüse. Auch Langstreckenziele in Afrika wurden angeflogen, bei denen häufig auch innerafrikanische Charterflüge durchgeführt werden konnten. Außer den eingeführten Strecken nach Indien und zum gesamten Persischen Golf kamen auch Flüge nach Nepal, Iran, Saudi-Arabien zustande, ebenso wie zu zahlreichen Zielen in ganz Afrika.

## Flotte

### Flotte bei Betriebseinstellung
- 2 × Bristol Britannia 253F (G-BDLZ, G-BEMZ)

### Zuvor eingesetzte Flugzeuge
- 1 × Bristol Britannia 307F (5Y-AYR) (geleast)

## Zwischenfälle
Bei Air Faisal kam es nicht zu Flugunfällen mit Todesfolge oder einer abgeschriebenen Flugzeugzelle.